# Colemanaxius
Colemanaxius is een geslacht van kreeftachtigen uit de klasse van de Malacostraca (hogere kreeftachtigen).

## Soort
- Colemanaxius andamanensis Sakai, 2015